# Мушка
Мушка – част от механичните прицелни приспособления на стрелковото оръжие. Прицелното приспособление се нарича мерник. Мушката е разположена на ствола на оръжието (с изключение на страничната мушка, която е разположена отстрани с цел намаляване на дължината на мерната линия, като по този начин не пречи на работата с основния мерник).
Мушката може да има различна конструкция – открита или закрита – обхваната от пръстен или полупръстен. Ролята на пръстена е да защитава мушката от механични повреди, а също и да я засенчва, за да може да са по-добре видими както тя, така и целта при прицелване. Едни от основните изисквания към мушката са вертикалност и покритие, което е матово, за да няма светлинни бликове.
При винтовката мушката може да бъде правоъгълни („пънче“), пръстеновидни („пръстен“), триъгълни или странични (последните се използват в едноименните прицели). В оптичния мерник се виждат хоризонталните прицелни линии и вертикалното „борче“ или „пънче“. При пистолетите и револверите обикновено се използва правоъгълна мушка.